# Чипровці
Чи́провці (болг. Чипровци) — місто в Монтанській області Болгарії. Адміністративний центр общини Чипровці.

## Населення
За даними перепису населення 2011 року у місті проживали 1887 осіб.
Національний склад населення міста:
| Національність   | Кількість осіб | Відсоток |
| ---------------- | -------------- | -------- |
| болгари          | 1827           | 99,2 %   |
| цигани           | 3              | 0,2 %    |
| турки            | 0              | 0 %      |
| інша             | 4              | 0,2 %    |
| не визначились   | 7              | 0,4 %    |
| Всього відповіли | 1841           |          |

Розподіл населення за віком у 2011 році:
Динаміка населення:

## Уродженці
- Георгій Павлов (1913—1995) — болгарський художник та мистецтвознавець.
- Камелія Володимирового Вескова (нар. 1971) — болгарська поп-фолк співачка, актриса і ведуча.